# Sororarchibracon
Sororarchibracon är ett släkte av steklar. Sororarchibracon ingår i familjen bracksteklar.
Kladogram enligt Catalogue of Life:
| Sororarchibracon | \| \| Sororarchibracon aschantianus \| \| \| \| \| \| Sororarchibracon insidiator \| \| \| \| \| \| Sororarchibracon mandibularis \| \| \| \| \| \| Sororarchibracon megacephalus \| \| \| \| \| \| Sororarchibracon neger \| \| \| \| \| \| Sororarchibracon striolatus \| \| \| \| |
|                  | \| \| Sororarchibracon aschantianus \| \| \| \| \| \| Sororarchibracon insidiator \| \| \| \| \| \| Sororarchibracon mandibularis \| \| \| \| \| \| Sororarchibracon megacephalus \| \| \| \| \| \| Sororarchibracon neger \| \| \| \| \| \| Sororarchibracon striolatus \| \| \| \| |
|                  | Sororarchibracon aschantianus |
|                  | |
|                  | Sororarchibracon insidiator |
|                  | |
|                  | Sororarchibracon mandibularis |
|                  | |
|                  | Sororarchibracon megacephalus |
|                  | |
|                  | Sororarchibracon neger |
|                  | |
|                  | Sororarchibracon striolatus |
|                  | |